# Real Club Deportivo España
El Real Club Deportivo España és un club hondureny de futbol de la ciutat de San Pedro Sula.

## Història
El Real España es va fundar el 14 de juliol de 1929 a l'escola Ramón Rosa, de San Pedro Sula per Pastor Reyes, Juan Banegas, "Teco" Lardizábal, Hugo Escoto Soto i Leonardo Muñoz.

## Palmarès
- Lliga hondurenya de futbol: [1]
  - 1974, 1975, 1976, 1980, 1988, 1990, 1993, Apertura 2003, Clausura 2007, Apertura 2010, Apertura 2013, Apertura 2017
- Copa hondurenya de futbol: [2]
  - 1972-73, 1992-93
- Copa de la UNCAF de clubs: 
  - 1982

## Màxims golejadors
Fins a la Clausura 2007-08 
- Carlos Pavón 53
- Jimmy Bailey 52
- Carlos "Chico" Handal 51
- Luciano Emilio 45
- Junior Costly 41

## Futbolistes destacats
- Alex Gevanni Avila
- Anthony Costly
- Camilo Bonilla "Tin Tin "
- Carlos Pavón Plumer
- Carlos Orlando Caballero
- Chico Chico Handal
- Emilson Soto "El Mielero"
- Estanislao Ortega "Tanayo"
- Gilberto Yearwood
- Jaime Villegas
- Jimmy James Bailey
- Jimmy Stewart
- Jose Cardona "La Coneja"
- Juan Carlos Espinoza
- Julio César Arzú "El Tile "
- Luis Cruz
- Luis Orlando Vallejo "Caralampio "
- Maco Anariba
- Milton Núñez "El Tyson"
- Milton Flores "El Chocolate "
- Mozambique Álvarez
- Mauricio Funez "Guicho"
- Nahun Espinoza
- Luis Enrrique Calix "Gavilán "
- Ramón Maradiaga
- Wilmer Cruz "El Pájaro"
- Emerson Luis Firmin
- Luciano Emilio
- Flavio Ortega
- Alberto Ferreira
- Jorge López Silva
- Rubén Alonso
- Washington Hernández
- Carlos Reyes
- Rodrigo Peña
- Julio del Carmen Tapia

## Entrenadors destacaats
- Falvio Ortega
- Ernesto Luzardo
- Nestor Matamala
- Jose de la Paz Herrera "Chelato Ucles "
- Carlos Padilla
- Jose Treviño
- Juan De Dios Castillo
- Mario Zanabria